# Equino (Tesalia)

Mapa con algunas de las principales ciudades de la antigua Tesalia y zonas adyacentes. Equino estaba situada muy próxima a la costa, al sur.

Equino (en griego, Εχῖνος) es el nombre de una antigua ciudad griega de Tesalia.
Estrabón menciona que fue una de las ciudades que sufrió la destrucción durante un terremoto que debió tener lugar en el 426 a. C. El geógrafo dice que se encontraba en la Ftiótide, junto al mar, y añade que fue uno de los lugares donde llegaron a establecerse los enianes cuando fueron expulsados por los lápitas de la llanura de Dotio.
Durante la primera guerra macedónica, la ciudad fue asediada por Filipo V de Macedonia. A pesar de la llegada de tropas en defensa de Equino bajo el mando del romano Publio Sulpicio Galba Máximo y del etolio Dorímaco, la ciudad tuvo que rendirse y Filipo se adueñó de ella.
Equino se localiza al norte de la población actual de Ajinós.